# Тврдићи
Тврдићи су насеље у Србији у општини Пожега у Златиборском округу. Према попису из 2022. било је 227 становника.

## Демографија
У насељу Тврдићи живи 230 пунолетних становника, а просечна старост становништва износи 45,4 година (44,4 код мушкараца и 46,5 код жена). У насељу има 83 домаћинства, а просечан број чланова по домаћинству је 3,31.
Ово насеље је у потпуности насељено Србима (према попису из 2002. године), а у последња три пописа, примећен је пад у броју становника.
|  |

| Демографија | Демографија | Демографија |
| Година      | Становника  | Становника  |
| ----------- | ----------- | ----------- |
| 1948.       | 422         |             |
| 1953.       | 428         |             |
| 1961.       | 412         |             |
| 1971.       | 349         |             |
| 1981.       | 318         |             |
| 1991.       | 305         | 305         |
| 2002.       | 275         | 275         |
| 2011.       | 257         | 265         |

| Етнички састав према попису из 2002.‍ | Етнички састав према попису из 2002.‍ | Етнички састав према попису из 2002.‍ | Етнички састав према попису из 2002.‍ | Етнички састав према попису из 2002.‍ |
| ------------------------------------ | ------------------------------------ | ------------------------------------ | ------------------------------------ | ------------------------------------ |
|                                      |                                      |                                      |                                      |                                      |
| Срби                                 | Срби                                 |                                      | 275                                  | 100,0%                               |
| непознато                            | непознато                            |                                      | 0                                    | 0,0%                                 |

| Година пописа     | 1948. | 1953. | 1961. | 1971. | 1981. | 1991. | 2002. |
| ----------------- | ----- | ----- | ----- | ----- | ----- | ----- | ----- |
| Број домаћинстава | 74    | 73    | 85    | 85    | 85    | 83    | 83    |

| Број чланова      | 1  | 2  | 3  | 4  | 5 | 6 | 7 | 8 | 9 | 10 и више | Просек |
| ----------------- | -- | -- | -- | -- | - | - | - | - | - | --------- | ------ |
| Број домаћинстава | 17 | 19 | 14 | 11 | 7 | 8 | 5 | 2 | 0 | 0         | 3,31   |

| Пол    | Укупно | Неожењен/Неудата | Ожењен/Удата | Удовац/Удовица | Разведен/Разведена | Непознато |
| ------ | ------ | ---------------- | ------------ | -------------- | ------------------ | --------- |
| Мушки  | 122    | 38               | 77           | 5              | 2                  | 0         |
| Женски | 119    | 16               | 78           | 24             | 1                  | 0         |
| УКУПНО | 241    | 54               | 155          | 29             | 3                  | 0         |

| Пол    | Укупно                    | Пољопривреда, лов и шумарство | Рибарство                            | Вађење руде и камена | Прерађивачка индустрија       |
| ------ | ------------------------- | ----------------------------- | ------------------------------------ | -------------------- | ----------------------------- |
| Мушки  | 82                        | 27                            | 0                                    | 2                    | 28                            |
| Женски | 59                        | 40                            | 0                                    | 1                    | 4                             |
| УКУПНО | 141                       | 67                            | 0                                    | 3                    | 32                            |
| Пол    | Производња и снабдевање   | Грађевинарство                | Трговина                             | Хотели и ресторани   | Саобраћај, складиштење и везе |
| Мушки  | 0                         | 6                             | 8                                    | 0                    | 6                             |
| Женски | 0                         | 0                             | 5                                    | 1                    | 1                             |
| УКУПНО | 0                         | 6                             | 13                                   | 1                    | 7                             |
| Пол    | Финансијско посредовање   | Некретнине                    | Државна управа и одбрана             | Образовање           | Здравствени и социјални рад   |
| Мушки  | 0                         | 0                             | 1                                    | 1                    | 1                             |
| Женски | 0                         | 1                             | 0                                    | 4                    | 2                             |
| УКУПНО | 0                         | 1                             | 1                                    | 5                    | 3                             |
| Пол    | Остале услужне активности | Приватна домаћинства          | Екстериторијалне организације и тела | Непознато            | Непознато                     |
| Мушки  | 0                         | 0                             | 0                                    | 2                    | 2                             |
| Женски | 0                         | 0                             | 0                                    | 0                    | 0                             |
| УКУПНО | 0                         | 0                             | 0                                    | 2                    | 2                             |